# Plaquemine
Plaquemine ist eine Stadt mit dem Status City und Sitz der Countyverwaltung (County Seat) im Iberville Parish im US-Bundesstaat Louisiana. Das U.S. Census Bureau hat bei der Volkszählung 2020 eine Einwohnerzahl von 6269 ermittelt.

## Geographie
Plaquemine liegt am Westufer des Mississippi River und 20 Kilometer südlich des Zentrums von Baton Rouge. Der Louisiana Highway 1 verläuft mitten durch Plaquemine.

## Geschichte
Ureinwohner der Gegend waren die Chitimacha-Indianer, die den Ort Plakemine nannten, was in ihrer Sprache „Kaki“ (englisch: persimmon) bedeutet und sich auf die Früchte dieser Pflanze in der Umgebung bezog. Französische Siedler, die sich ab 1775 dort niederließen übersetzten das Wort in Plaquemine. Die Kaki-Frucht wird im französischen Sprachgebrauch auch heute noch Plaqueminier genannt.
Mitte der 1800er Jahre entwickelte sich Plaquemine aufgrund der günstigen Lage am Mississippi River zu einem bedeutenden Handelszentrum. Fischerei-, Holz-, Öl- und Gaswirtschaft sowie die Ernte von Kaki-Früchten waren die dominierenden Industriezweige. Seit dem Jahr 1835 ist der Ort der Verwaltungssitz des Iberville Parish. Im 20. Jahrhundert nahm das in der Petrochemie tätige Unternehmen Dow Chemical eine Produktionsstätte in Betrieb, die bis heute einer der Hauptarbeitgeber der Stadt ist.
Viele historisch wertvolle Gebäude, beispielsweise das Iberville Parish Courthouse und die St.Louis Plantation sind in der Liste der Einträge im National Register of Historic Places im Iberville Parish aufgeführt.

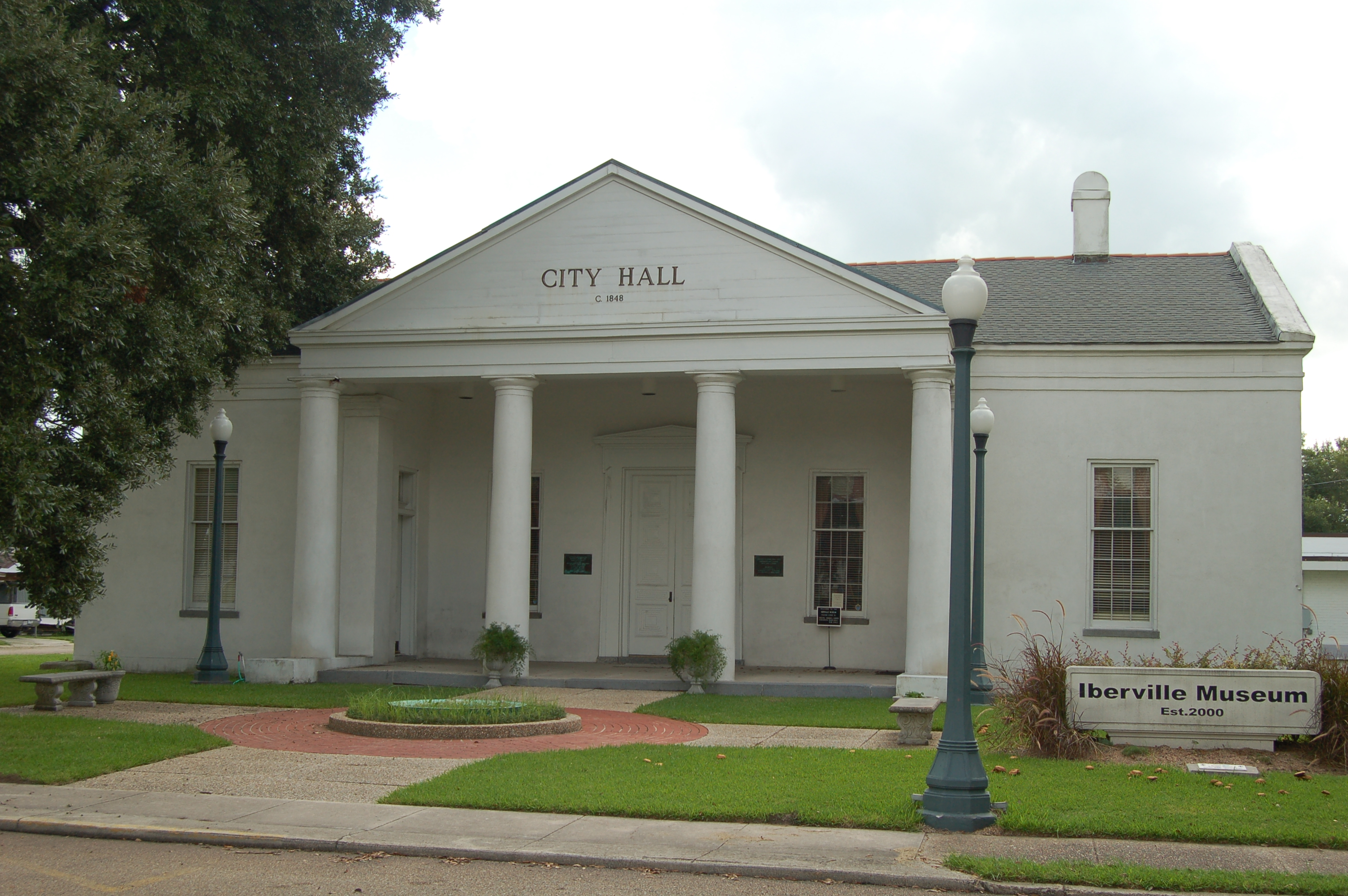
Iberville Parish Courthouse
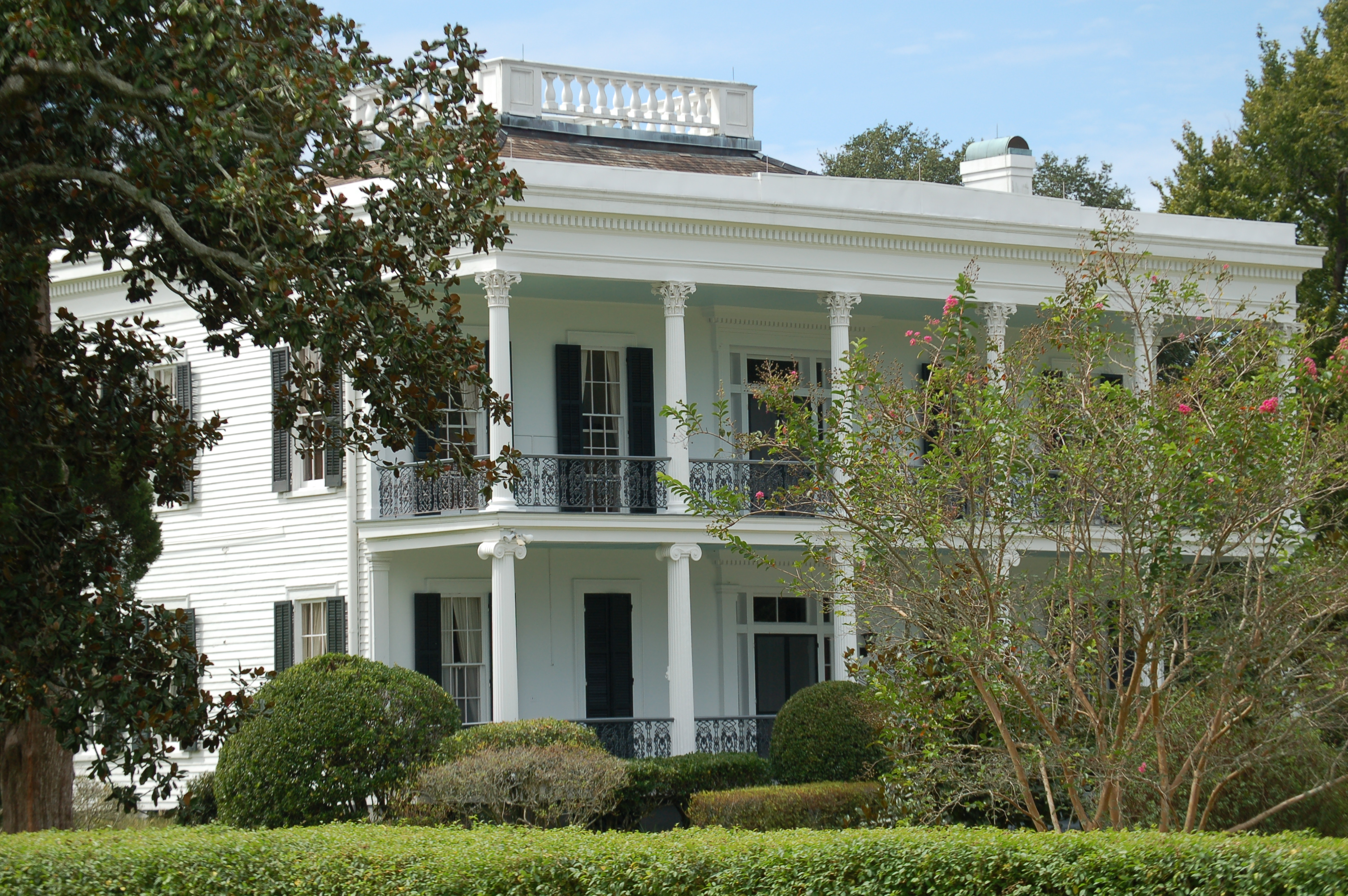
St. Louis Plantation

## Demografische Daten
Im Jahr 2013 wurde eine Einwohnerzahl von 7046 Personen ermittelt, was einer Abnahme um 0,3 % gegenüber 2000 entspricht. Das Durchschnittsalter lag 2013 mit 34,9 Jahren unterhalb des Wertes von Louisiana, der 36,0 Jahre betrug. 20,1 % der heutigen Bewohner gehen auf Einwanderer aus Frankreich zurück, 5,9 % kamen aus Italien und 4,8 % aus Deutschland.

## Söhne und Töchter der Stadt
- Frank Fields (1914–2005), Jazzmusiker
- Bobby Freeman (1934–2016), Politiker
- Samuel Matthews Robertson (1852–1911), Politiker
- Rhodes Spedale  (1937–2022), Jazzpianist, Musikhistoriker und Autor

- Clarence Williams (1893–1965), Jazzpianist